# برج لیبسکیند
برج لیبسکیند (انگلیسی: Libeskind Tower) ساختمان اداری مسکونی ۲۸ طبقه مستقر در شهر میلان، ایتالیا است، که در سال ۲۰۲۱ احداث گردید.